# Rajd Australii 1998
Rezultaty Rajdu Australii (11th Telstra Rally Australia), eliminacji Rajdowych Mistrzostw Świata w 1998 roku, który odbył się w dniach 5-8 listopada. Była to dwunasta runda czempionatu w tamtym roku i siódma na szutrze, a także dwunasta w Production World Rally Championship i piąta w mistrzostwach Azji i Pacyfiku. Bazą rajdu było miasto Perth. Zwycięzcami rajdu została fińska załoga Tommi Mäkinen i Risto Mannisenmäki w Mitsubishi Lancerze Evo V. Wyprzedzili oni Hiszpanów Carlosa Sainza i Luisa Moyę w Toyocie Corolli WRC i Francuzów Didiera Auriola i Denisa Giraudeta w Toyocie Coroli WRC. Z kolei w Production WRC zwyciężyła urugwajsko-argentyńska załoga Gustavo Trelles i Martin Christie w Mitsubishi Lancerze Evo V.
Rajdu nie ukończyły trzy załogi fabryczne. Brytyjczyk Richard Burns w Mitsubishi Carismie GT Evo V miał wypadek na 23. odcinku specjalnym. Z kolei Włoch Piero Liatti w Subaru Imprezie WRC uległ wypadkowi na 5. odcinku specjalnym. Belg Marc Duez w Seacie Córdobie WRC miał wypadek na 10. oesie.

## Klasyfikacja ostateczna
| Miejsce                | Zawodnik               | Pilot                  | Samochód                    | Czas                   | Strata                 | Grupa                  | Punkty                 |                        |
| Klasyfikacja generalna | Klasyfikacja generalna | Klasyfikacja generalna | Klasyfikacja generalna      | Klasyfikacja generalna | Klasyfikacja generalna | Klasyfikacja generalna | Klasyfikacja generalna | Klasyfikacja generalna |
| ---------------------- | ---------------------- | ---------------------- | --------------------------- | ---------------------- | ---------------------- | ---------------------- | ---------------------- | ---------------------- |
| 1.                     | Tommi Mäkinen          | Risto Mannisenmäki     | Mitsubishi Lancer Evo V     | 3:52:48.7              |                        | A8 M                   | 10                     |                        |
| 2.                     | Carlos Sainz           | Luis Moya              | Toyota Corolla WRC          | 3:53:05.2              | +16.5                  | A8 M                   | 6                      |                        |
| 3.                     | Didier Auriol          | Denis Giraudet         | Toyota Corolla WRC          | 3:53:13.7              | +25.0                  | A8 M                   | 4                      |                        |
| 4.                     | Colin McRae            | Nicky Grist            | Subaru Impreza WRC          | 3:53:20.3              | +31.6                  | A8 M                   | 3                      |                        |
| 5.                     | Juha Kankkunen         | Juha Repo              | Ford Escort WRC             | 3:53:44.8              | +56.1                  | A8 M                   | 2                      |                        |
| 6.                     | Freddy Loix            | Sven Smeets            | Toyota Corolla WRC          | 3:56:42.9              | +3:54.2                | A8                     | 1                      |                        |
| 7.                     | Bruno Thiry            | Stéphane Prévot        | Ford Escort WRC             | 3:57:03.6              | +4:14.9                | A8 M                   |                        |                        |
| 8.                     | Possum Bourne          | Graig Vincent          | Subaru Impreza 555          | 3:59:30.2              | +6:41.5                | A8                     |                        |                        |
| 9.                     | Sebastian Lindholm     | Jukka Aho              | Ford Escort WRC             | 4:02:50.1              | +10:01.4               | A8 TC                  |                        |                        |
| 10.                    | Ed Ordynski            | Mark Stacey            | Mitsubishi Lancer Evo III   | 4:04:15.3              | +11:26.6               | A8                     |                        |                        |
| PWRC                   |                        |                        |                             |                        |                        |                        |                        |                        |
| 1. (15.)               | Michael Guest          | David Green            | Subaru Impreza WRX          | 4:11:09.0              |                        | N4                     | 10                     |                        |
| 2. (16.)               | Gustavo Trelles        | Martin Christie        | Mitsubishi Lancer Evo V     | 4:11:40.5              | +31.5                  | N4                     | 6                      |                        |
| 3. (18.)               | Jorge Recalde          | Jorge del Buono        | Mitsubishi Lancer Evo IV    | 4:16:32.8              | +5:23.8                | N4                     | 4                      |                        |
| 4. (21.)               | Manfred Stohl          | Peter Müller           | Mitsubishi Lancer Evo III   | 4:17:10.9              | +6:01.9                | N4                     | 3                      |                        |
| 5. (23.)               | Yujiro Nishio          | Akirako Yamaguchi      | Subaru Impreza WRX          | 4:21:28.9              | +10:19.9               | N4                     | 2                      |                        |
| 6. (24.)               | Masao Kamioka          | Rob Scott              | Subaru Impreza WRX          | 4:21:53.5              | +10:44.5               | N4                     | 1                      |                        |
| 2L WRC                 |                        |                        |                             |                        |                        |                        |                        |                        |
| 1. (17.)               | Alister McRae          | David Senior           | Volkswagen Golf III Kit Car | 4:14:02.3              | -                      | A7                     |                        |                        |
| 2. (20.)               | Gwyndaf Evans          | Howard Davies          | Seat Ibiza Kit Car Evo2     | 4:17:00.0              | +2:57.7                | A7                     |                        |                        |
| 3. (22.)               | Kenneth Eriksson       | Staffan Parmander      | Hyundai Coupé Kit Car Evo2  | 4:20:43.5              | +5:18.5                | A7                     |                        |                        |

1. ↑  Litera M przy oznaczeniu grupy do której należy samochód oznacza, iż tylko ci kierowcy zdobywali punkty dla swoich zespołów liczonych w klasyfikacji producentów na koniec sezonu.

## Zwycięzcy odcinków specjalnych
| Dzień     | Odcinek | G. rozp. | Nazwa          | Długość | Zwycięzca                   | Lider rajdu                 |
| --------- | ------- | -------- | -------------- | ------- | --------------------------- | --------------------------- |
| 1 (5 LIS) | SS1     | 18:30    | Langley Park 1 | 2.20km  | Tommi Mäkinen Didier Auriol | Tommi Mäkinen Didier Auriol |
| 2 (6 LIS) | SS2     | 08:40    | York Railway   | 5.30km  | Colin McRae Juha Kankkunen  | Carlos Sainz                |
| 2 (6 LIS) | SS3     | 09:15    | Muresk 1       | 6.81km  | Richard Burns               | Richard Burns               |
| 2 (6 LIS) | SS4     | 09:26    | Muresk 2       | 6.81km  | Didier Auriol               | Didier Auriol               |
| 2 (6 LIS) | SS5     | 11:19    | Beraking       | 28.59km | Richard Burns               | Richard Burns               |
| 2 (6 LIS) | SS6     | 12:15    | Atkins 1       | 4.42km  | Richard Burns               | Richard Burns               |
| 2 (6 LIS) | SS7     | 13:38    | Kevs           | 10.18km | Richard Burns               | Richard Burns               |
| 2 (6 LIS) | SS8     | 14:02    | Flynns         | 34.01km | Richard Burns               | Richard Burns               |
| 2 (6 LIS) | SS9     | 15:41    | Helena         | 30.05km | Richard Burns               | Richard Burns               |
| 2 (6 LIS) | SS10    | 16:18    | Atkins 2       | 4.42km  | Richard Burns               | Richard Burns               |
| 2 (6 LIS) | SS11    | 19:11    | Langley Park 2 | 2.20km  | Didier Auriol               | Richard Burns               |
| 3 (7 LIS) | SS12    | 07:46    | Murray Pines 1 | 18.53km | Tommi Mäkinen               | Richard Burns               |
| 3 (7 LIS) | SS13    | 08:59    | Harvey Weir    | 8.19km  | Carlos Sainz                | Richard Burns               |
| 3 (7 LIS) | SS14    | 09:59    | Stirling West  | 15.89km | Tommi Mäkinen               | Richard Burns               |
| 3 (7 LIS) | SS15    | 10:22    | Stirling East  | 35.48km | Tommi Mäkinen               | Carlos Sainz                |
| 3 (7 LIS) | SS16    | 12:36    | Wellington Dam | 45.38km | Tommi Mäkinen               | Carlos Sainz                |
| 3 (7 LIS) | SS17    | 14:24    | Brunswick      | 16.63km | Tommi Mäkinen               | Carlos Sainz                |
| 3 (7 LIS) | SS18    | 16:06    | Murray Pines 2 | 18.53km | Tommi Mäkinen               | Carlos Sainz                |
| 3 (7 LIS) | SS19    | 19:21    | Langley Park 3 | 2.20km  | Carlos Sainz Didier Auriol  | Carlos Sainz                |
| 4 (8 LIS) | SS20    | 07:10    | Bunnings East  | 13.77km | Colin McRae                 | Carlos Sainz                |
| 4 (8 LIS) | SS21    | 07:42    | Bunnings West  | 35.20km | Colin McRae                 | Carlos Sainz                |
| 4 (8 LIS) | SS22    | 09:53    | Bunnings North | 31.92km | Colin McRae                 | Colin McRae                 |
| 4 (8 LIS) | SS23    | 10:50    | Bunnings South | 25.16km | Tommi Mäkinen               | Tommi Mäkinen               |
| 4 (8 LIS) | SS24    | 12:44    | API TV Stage   | 2.73km  | Carlos Sainz                | Tommi Mäkinen               |

## Klasyfikacja po 12 rundach
Tabele przedstawiają tylko pięć pierwszych miejsc.

### Kierowcy
| Lp. | Kierowca       | Pkt |
| --- | -------------- | --- |
| 1   | Tommi Mäkinen  | 58  |
| 2   | Carlos Sainz   | 56  |
| 3   | Colin McRae    | 45  |
| 4   | Didier Auriol  | 34  |
| 5   | Juha Kankkunen | 33  |

### Producenci
| Lp. | Producent           | Pkt |
| --- | ------------------- | --- |
| 1   | Toyota Castrol Team | 85  |
| 2   | Mitsubishi Ralliart | 81  |
| 3   | 555 Subaru WRT      | 65  |
| 4   | Ford Motor Co. Ltd. | 43  |